# Kiďoš
Kiďoš (ukrajinsky: Кідьош, maďarsky: Kígyós) je vesnice na Ukrajině, v Zakarpatské oblasti, v okrese Berehovo, v městské komunitě Berehovo.

## Poloha
Vesnice se nachází 5 kilometrů od města Berehovo, na úpatí hory Noďgeď (Нодьгедь), v blízkosti Černého močálu (Чорний Мочар), dříve jedna z největších bažin v Zakarpatské nížině.

## Historie
Název vesnice v maďarštině znamená had (ukrajinsky: zmijinyj), proto byla obec v sovětských dobách přejmenována na Zmijivka (Зміївка). Toto jméno pravděpodobně vzniklo podle názvu stejnojmenného potoka. V roce 1991 byl historický název vrácen zpět.
Podle archeologických nálezů byla ves osídlená na konci druhého tisíciletí před naším letopočtem. Osada z doby bronzové se nachází na severním svahu Ardivské hory (Ардівської гори). Kolem vesnice byly nalezeny čtyři bronzové poklady z pozdní doby bronzové. První poklad se skládal z keltských předmětů, srpů, nožů, náramků. Druhý, nalezený v roce 1889, obsahoval osm předmětů. Třetí, nalezený v roce 1907, zahrnoval pět předmětů a čtvrtý bronzový poklad z roku 1935 měl šest předmětů.
První písemná zmínka pochází z roku 1332, kde je nazývána Kykos a byla královským majetkem. Podle písemných pramenů z roku 1364 se ves stala majetkem dominikánských mnichů z Berehova, ale okolní lesy byly stále majetkem uherských králů. V roce 1557 obec získala statut města a vlastní pečeť. V jeho znaku byl zobrazen zlatý had na červeném pozadí. V 17. století obec byla ve vlastnictví rodů Pereni a Forgači. Od poloviny 19. století byla v majetku rodu Károlyiů. V roce 1910 zde žilo 446 obyvatel převážně Maďarů. Po rozpadu Rakousko-Uherska obec byla součástí Československé republiky, v letech 1938–1945 Maďarska a od roku 1945 Sovětského svazu. Od roku 1952 do roku 2001 byla součástí obce Velký Berezný. Od roku 2001 je samosprávnou obcí.

## Ekonomika
Obec je v regionu proslulá vinařstvím, tkaním koberců. V Kiďoši je jeden z nejznámějších zakarpatských vinných sklepů, který patří rodině Sósů. Vinný sklep byl postaven v roce 1923. V období vlády SSSR byly vinice zabaveny a až v období brežněvovské vlády si mohli vinice pronajmout místní vinaři. Po rozpadu SSSR založil vlastní soukromé hospodářství Karel Sós. Na svých vinicích pěstuje na 60 odrůd hroznového vína a produkuje až 40 druhů vín. Je nositelem ocenění Nejlepší zemědělec Ukrajiny z roku 2007. Na podzim se zde koná vinařský festival.
Vesnicí vede úzkokolejka Boržavská hospodářská dráha, která je turistickou atrakcí.

## Pamětihodnosti
- Gotický kostel svatého Jana Křtitele z 14. století, ukrajinská národní památka.[5]
- Dřevěná zvonice z 18. století.
- Na kopci Kerek byl v roce 2001 postaven dvanáct metrů vysoký kříž.[3]